# پیر لوئیجی کروبینو
پیر لوئیجی کروبینو (انگلیسی: Pier Luigi Cherubino؛ زادهٔ ۱۵ اکتبر ۱۹۷۱) بازیکن فوتبال اهل اسپانیا است.
از باشگاه‌هایی که در آن بازی کرده‌است می‌توان به باشگاه فوتبال رئال ساراگوسا، باشگاه فوتبال رئال بتیس، باشگاه فوتبال اسپورتینگ خیخون، و باشگاه ورزشی تنریف اشاره کرد.
وی همچنین در تیم‌های ملی فوتبال زیر ۱۹ سال اسپانیا، زیر ۲۰ سال اسپانیا، زیر ۲۱ سال اسپانیا، و اسپانیا بازی کرده‌است.